# Jean Nicolas Mangin
Jean Nicolas Mangin (5 janvier 1744, Varennes - 26 novembre 1809 à Mouzon) est homme politique français.

## Biographie
Il est le fils de Anne Marie Ladurelle et de Jean Mangin.
Il est un député du tiers état du bailliage de Sedan à l'ouverture des États Généraux de 1789, il siège à la place de Jean-Baptiste Dourthe ; il est le maire de la ville de Mouzon.
Il est juge de paix dans sa ville de Mouzon.

## Sources
- « Jean Nicolas Mangin », dans Adolphe Robert et Gaston Cougny, Dictionnaire des parlementaires français, Edgar Bourloton, 1889-1891 [détail de l’édition]